# Saint-Avit-Sénieur
Saint-Avit-Sénieur è un comune francese di 462 abitanti situato nel dipartimento della Dordogna nella regione della Nuova Aquitania.

## Società

### Evoluzione demografica
Abitanti censiti